# Rinalds Sirsniņš
Rinalds Sirsniņš (Ogre, 4 luglio 1985) è un cestista lettone.

## Palmarès
- Campionato lettone: 2

Barons Rīga: 2007-08, 2009-10
- FIBA EuroCup: 1

Barons/LMT: 2007-08